# Yejong (Goryeo)
König Yejong (koreanisch 예종; * 11. Februar 1079 in Kaesŏng, Königreich Goryeo; † 15. Mai 1122 in Kaesŏng, Goryeo) war während seiner Regierungszeit von 1105 bis 1122 der 16. König des Goryeo-Reiches und der Goryeo-Dynastie (고려왕조; 918–1392).

## Leben
Yejong war der erstgeborene Sohn von König Sukjong (숙종) und seiner Frau Königin Myeongui (명의), die dem Jeongju-Yu-Clan entstammte. Zu seiner Geburt bekam Sukjong den Namen Wang U (왕우) verliehen. König Yejong war mit drei Frauen verheiratet. Aus seiner Ehe mit Königin Sundeok (순덕), die dem Incheon-Lee-Clan entstammte, ging ein Sohn hervor, der nach König Yejongs Tod ihm auf den Thron folgte und als König Injong (인종) in die Geschichtsbücher einging. Zwei Töchter aus der gleichen Ehe wurden zu Prinzessinnen ernannt.
König Yejong und später sein Sohn König Injong wurden von dem Politiker, Historiker und konfuzianischen Gelehrten Kim Bu-sik (1075–1151) (김부식) in Konfuzianismus gelehrt. Er verfasste auch den Yejong Sillok (예종실록) und den Injong Sillok (인종실록), die Annalen der beiden Könige.
Während der Zeit der Goryeo-Dynastie wurde der Daoismus in den Buddhismus integriert. Einer der Protegés der aus China stammenden Philosophie und Weltanschauung war König Yejong und später sein Sohn König Injong. Dieser ging sogar so weit, dass er den Daoismus zur Staatsreligion machen wollte. Zur Einführung in den Daoismus ließ König Yejong zwei daoistische Mönche nach China kommen, ließ für sie einen Tempel errichten und sorgte dafür, dass die Mönche, die kein klösterliches Leben führten und auch keine Mönchskleidung trugen, das Volk daoistische Lebensweisen und Riten lehrten. Auch investierte König Yejong in die staatlich organisierte Bildung, die durch die schwunghafte Entwicklung privater Akademien bedeutungslos zu werden schien. So reformierte er die nationale Akademie Gukjagam (국자감) und gründete in Nachahmung der Neun-Kurs-Akademie des konfuzianischen Gelehrten Choe Chung (최충) sechs Schulen, die spezialisiert je in den Fächern: Klassiker der Wandlungen, Buch der Geschichte, Klassiker der Lieder, Rituale von Chou, Buch der Riten, Frühling- und Herbst-Annalen sowie eine in militärischen Studien lehrte. Ebenso gründete er eine Stiftung, die Gelehrte unterstützte und in Literatur investierte.
Der Trend, dass Bauern ihr Land für ein Leben in Wanderschaft verlassen, war bereits zu Zeiten von König Yejongs Regentschaft erkennbar. Die so Entwurzelten bildeten Banden und störten den sozialen Frieden in einigen Gegenden des Landes. Die Folgen davon sollten Yejongs Nachfolger zu spüren bekommen.
König Yejong verstarb im Jahr 1122. Seine Grabstätte ist nicht bekannt.